# Premio Bergamo (letteratura)
Il Premio Bergamo o meglio il Premio Nazionale di Narrativa Bergamo ha origine nel 1985. Soci Fondatori dell'associazione che organizza il premio sono il Comune di Bergamo e la Confesercenti della città.
Il premio viene assegnato ogni anno a cinque scrittori italiani, selezionati dalla Giuria Tecnica, tra i quali sarà designato un supervincitore da una giuria popolare. Attualmente la giuria popolare è costituita da cento membri, dei quali quaranta sono giovani al di sotto dei 25 anni.
ll Premio Nazionale di Narrativa Bergamo è nato con il  contributo prezioso della prima "giuria tecnica" formata da Giuseppe Pontiggia, Alfredo Giuliani e Giorgio Manganelli.
Nel 2001 nasce un'apposita sezione per un riconoscimento alla carriera, chiamata Il Calepino (dal nome dello studioso Ambrogio Calepio), omaggio destinato a figure illustri del mondo della cultura, che si siano distinte per il contributo dato all'incontro dei saperi e al dialogo fra le culture. Il riconoscimento è andato a Edoardo Sanguineti (2001), Franco Loi (2002), Luigi Meneghello (2003), Giuseppe Pontiggia (2004), Raimon Panikkar, (2005), Gianni Celati (2007), Dacia Maraini (2008), Claudio Magris (2014), Lia Levi (2023).
Il comitato scientifico del premio è attualmente formato da Andrea Cortellessa, Silvia De Laude e Michele Mari.
La documentazione inerente al Premio, ivi compresa la raccolta di tutte le opere vincitrici, è depositata presso la Biblioteca civica Angelo Mai di Bergamo.

## Vincitori e finalisti
Di seguito vengono segnalati tutti i libri partecipanti alle finali del Premio.
| Anno | Autore vincitore    | Titolo libro insignito del Premio                                | Altri finalisti (autore e titolo libro) |
| ---- | ------------------- | ---------------------------------------------------------------- | --- |
| 1985 | Roberto Pazzi       | Cercando l'imperatore                                            | Giorgio Montefoschi, La terza donna Giovanni Mariotti, Butroto. Un'avventura di Uc de la Bacalarla Tommaso Ottonieri, Coniugativo Carmelo Samonà, Fratelli                                                                                          |
| 1986 | Daniele Del Giudice | Atlante occidentale                                              | Giorgio Celli, Ecologi e scimmie di Dio Gianni Celati, Narratori delle pianure Giorgio Prodi, Lazzaro. Il romanzo di un naturalista del '700 Carlo Alberto Rizzi, I cioccolatini di Soziglia Adan Zzywwurath, Il matrimonio del mare e dell'inferno |
| 1987 | Nico Orengo         | Dogana d'amore                                                   | Aldo Busi, La delfina bizantina Giorgio Bertone, Percorsi andini. Una guida Alda Merini, L'altra verità. Diario di una diversa Sebastiano Vassalli, L'alcova elettrica                                                                              |
| 1988 | Ermanno Cavazzoni   | Il poema dei lunatici                                            | Ruggero Guarini, Breve corso di morale laica Germano Lombardi, China il vecchio Clara Sereni, Casalinghitudine Giorgio Van Straten, Generazione |
| 1989 | Vincenzo Cerami     | La lepre                                                         | Franco Giarda, Il viaggio di Chopin Giampaolo Rugarli, La troga Sandra Petrignani, Il catalogo dei giocattoli Mario Fortunato, Luoghi naturali |
| 1990 | Luigi Monteleone    | La pena e l'oblio                                                | Claudio Piersanti, L'amore degli adulti Andrea Canobbio, Vasi cinesi Antonio Terzi, L'assoluto sentimentale Felice Piemontese, Epidemia |
| 1991 | Michele Mari        | Io venìa pien d'angoscia a rimirarti                             | Giorgio Pressburger, Il sussurro della grande voce Alice Ceresa, Bambine Elisabetta Rasy, L'altra amante Marco Papa, Le nozze |
| 1992 | Gianni Riotta       | Cambio di stagione                                               | Marco La Rosa, Viaggio intorno a un bicchier d'acqua Domenico Campana, L'isola delle femmine Alessandro Baricco, Castelli di rabbia Alberto Ongaro, Interno argentino                                                                               |
| 1993 | Sandro Veronesi     | Cronache italiane                                                | Maurizio Salabelle, Un assistente inaffidabile Aurelio Picca, La schiuma Beppe Sebaste, Café Suisse e altri luoghi di sosta Mario Fortunato, Sangue                                                                                                 |
| 1994 | Emilio Tadini       | La tempesta                                                      | Rossana Campo, Il pieno di super Marin Mincu, Il diario di Dracula Pier Francesco Paolini, Il gatto guercio Antonio Moresco, Clandestinità. Racconti                                                                                                |
| 1995 | Enrico Brizzi       | Jack Frusciante è uscito dal gruppo                              | Luca Doninelli, Le decorose memorie Piero Meldini, L'avvocata delle vertigini Silvana Grasso, Il bastardo di Mautana Emilio Isgrò, L'asta delle ceneri                                                                                              |
| 1996 | Eraldo Affinati     | Bandiera bianca                                                  | Carlo Villa, Pan di patata Giampaolo Spinato, Pony express Roberto Barbolini, Il punteggio di Vienna Vittorio Orsenigo, La linea gotica |
| 1997 | Antonio Franchini   | Quando vi ucciderete, maestro? La letteratura e il combattimento | Niccolò Ammaniti, Fango Tiziano Scarpa, Occhi sulla graticola Giuseppe O. Longo, Congetture sull'inferno Aurelio Picca, I mulatti |
| 1998 | Marin Mincu         | Il diario di Ovidio                                              | Laura Bosio, Annunciazione Clelia Martignoni, Il porco comodo Simona Vinci, Dei bambini non si sa niente Luigi Grazioli, Racconti immobili |
| 1999 | Giuseppe Ferrandino | Pericle il Nero                                                  | Giulio Mozzi, Il male naturale Mario Lunetta, Mercato delle anime Raul Montanari, Un bacio al mondo Rosa Matteucci, Lourdes |
| 2000 | Marco Lodoli        | I fiori                                                          | Michele Mari, Rondini sul filo Marosia Castaldi, Per quante vite Ermanno Cavazzoni, Cirenaica Luca Desiato, Tra la perduta gente |
| 2001 | Ugo Cornia          | Sulla felicità a oltranza                                        | Sergio Ferrero, Le farfalle di Voltaire Franca Cavagnoli, Una pioggia bruciante Piero Lotito, La notte di Emil Vràna Giuseppe Culicchia, Ambarabà                                                                                                   |
| 2002 | Diego De Silva      | Certi bambini                                                    | Paola Pitagora, Fiato d'artista. Dieci anni a Piazza del Popolo Felice Piemontese, Dottore in niente Dario Voltolini, Primaverile. Uomini nudi al testo Alessandro Barbero, L'ultimo rosa di Lautrec                                                |
| 2003 | Santo Piazzese      | Il soffio della valanga                                          | Rocco Brindisi, Il silenzio della neve Laura Bosio, Le ali ai piedi Elisabetta Rasy, Tra noi due Silvia Ballestra, Il compagno di mezzanotte |
| 2004 | Romolo Bugaro       | Dalla parte del fuoco                                            | Cristiano Cavina, Alla grand Luigi Grazioli, Lampi orizzontali Valeria Parrella, Mosca più balena Paolo Ruffilli, Preparativi per la partenza |
| 2005 | Davide Longo        | Il mangiatore di pietre                                          | Gaetano Testa, La coda di Tatai Daniele Benati, Cani dell'inferno Paolo Cognetti, Manuale per ragazze di successo Nicola Lagioia, Occidente per principianti                                                                                        |
| 2006 | Giorgio Messori     | Nella città del pane e dei postini                               | Mario Lunetta, I nomi della polvere Luca Doninelli, Il crollo delle aspettative Chiara Zocchi, Tre voli Tommaso Pincio, La ragazza che non era lei                                                                                                  |
| 2007 | Antonio Pascale     | S'è fatta ora                                                    | Walter Siti, Troppi paradisi Marosia Castaldi, Il dio dei corpi Paolo Nori, Noi la farem vendetta Toni Fachini, L'ultimo piano senza ascensore |
| 2008 | Andrej Longo        | Dieci                                                            | Laura Pugno, Sirene Cristina Comencini, L'illusione del bene Pietro Grossi, L'acchito Andrea Bajani, Se consideri le colpe |
| 2009 | Roberto Tiraboschi  | Sonno                                                            | Cosimo Argentina, Maschio adulto solitario Franco Arminio, Vento forte tra Lacedonia e Candela Carlo D'Amicis, La guerra dei cafoni Mauro Covacich, Prima di sparire                                                                                |
| 2010 | Gaia Rayneri        | Pulce non c'è                                                    | Letizia Muratori, Il giorno dell'indipendenza Luca Ricci, Come scrivere un best seller in 57 giorni Giorgio Falco, L'ubicazione del bene Gianni Biondillo, Nel nome del padre                                                                       |
| 2011 | Davide Ferrario     | Sangue mio                                                       | Andrea Bajani, Ogni promessa Silvia Ballestra, I giorni della rotonda Helena Janeczek, Le rondini di Montecassino Gilda Policastro, Il farmaco |
| 2012 | Vincenzo Latronico  | La cospirazione delle colombe                                    | Giorgio Vasta, Spaesamento Franco Arminio, Terracarne Walter Siti, Autopsia dell'ossessione Valeria Parrella, Lettera di dimissioni |
| 2013 | Marco Missiroli     | Il senso dell'elefante                                           | Hans Tuzzi, Vanagloria Eugenio Baroncelli, Falene Christian Raimo, Il peso della grazia Isabella Santacroce, Amorino |
| 2014 | Adrian Bravi        | L'albero e la vacca                                              | Ugo Cornia, Il professionale Antonio Moresco, La lucina Emmanuela Carbè, Mio salmone domestico Francesco Permunian, Il gabinetto del dottor Kafka                                                                                                   |
| 2015 | Stefano Valenti     | La fabbrica del panico                                           | Giorgio Falco, La gemella H Monica Pareschi, E' di vetro quest'aria Davide Orecchio, Stati di grazia Francesco Pecoraro, La vita in tempo di pace                                                                                                   |
| 2016 | Laura Pariani       | Questo viaggio chiamavamo amore                                  | Cristina Battocletti, La mantella del diavolo Stefano Bartezzaghi, M. Una metronovela Tommaso Pincio, Panorama Marina Mizzau, Se mi cerchi non ci sono                                                                                              |
| 2017 | Nadia Terranova     | Gli anni al contrario                                            | Giorgio Vasta, Absolutely nothing Rossana Campo, Dove troverete un padre come il mio Andrea Bajani, Un bene al mondo Alessandro Zaccuri, Lo spregio                                                                                                 |
| 2018 | Gianni Biondillo    | Come sugli alberi le foglie                                      | Alessandra Sarchi, La notte ha la mia voce Davide Orecchio, Mio padre la rivoluzione Michele Mari, Leggenda privata Enrico Palandri, L'inventore di se stesso                                                                                       |
| 2019 | Giulia Corsalini    | La lettrice di Čechov                                            | Andrea Gentile, I vivi e i morti Giorgio Falco, Ipotesi di una sconfitta Francesco Targhetta, Le vite potenziali Franco Stelzer, Cosa diremo agli angeli                                                                                            |
| 2020 | Nadia Fusini        | Maria                                                            | Emanuele Trevi, Sogni e favole Tommaso Pincio, Il dono di saper vivere Filippo Tuena, Le galanti Ferruccio Parazzoli, Il grande peccatore |
| 2021 | Mariangela Mianiti  | Organsa                                                          | Mariagrazia Calandrone, Splendi come vita Lorenzo Alunni, Nel nome del diavolo Antonio Franchini, Il vecchio lottatore Sergio La Chiusa, I Pellicani                                                                                                |
| 2022 | Francesco Bianconi  | Atlante delle case maledette                                     | Elisa Ruotolo, Quel luogo a me proibito Davide Orecchio, Storia aperta Andrea Inglese, La vita adulta Maurizio Torchio, L'invulnerabile altrove |
| 2023 | Matteo Melchiorre   | Il Duca                                                          | Alberto Ravasio, La vita sessuale di Guglielmo Sputacchiera Silvia Cassioli, Il capro Chiara Alessi, Tante care cose. Gli oggetti che ci hanno cambiato la vita Giorgio Vasta, Palermo. Un’autobiografia nella luce                                 |
| 2024 | Franco Stelzer      | Stiratore di luce                                                | Benedetta Fallucchi, L'oro è giallo Marco Rossari, L'ombra del vulcano Tiziano Scarpa, La verità e la biro Luca Scarlini, Le streghe non esistono                                                                                                   |
| 2025 | Ade Zeno            | I Santi Mostri                                                   | Dario Voltolini, Invernale Bruno Pischedda, Muster - Una giovinezza fantastica Antonella Moscati, Patologie Pietro Nicolaucich, Lagunalabirinto |